# سد بوگوبرگ
سد بوگوبرگ (به لاتین: Boegoeberg Dam) یک سد در آفریقای جنوبی است که در near Prieska, Northern Cape واقع شده‌است.